# ジスムターゼ
ジスムターゼ（dismutase）または不均化酵素（ふきんかこうそ）は、不均化反応を触媒する酵素のことである。
例えば、ホルムアルデヒドジスムターゼ、スーパーオキシドジスムターゼがある。